# Cosmetira pilosella
Cosmetira pilosella is een hydroïdpoliep uit de familie Mitrocomidae. De poliep komt uit het geslacht Cosmetira. Cosmetira pilosella werd in 1848 voor het eerst wetenschappelijk beschreven door Forbes. 